# سو وون
سو وون (کره‌ای: 서원) مؤسسات آموزشی رایج در کره در دوران سلسله چوسان بودند. این مؤسسات خصوصی بودند و هم‌زمان نقش معبد کنفسیوسی و مدرسه کنفسیوسی را ایفا می‌کردند. از نظر آموزشی، سو وون بیشتر به آموزش جوانان برای آمادگی در آزمون‌های خدمات مدنی ملی می‌پرداخت. در بیشتر موارد، سو وون فقط به دانش‌آموزان طبقه اشرافی یانگ‌بان خدمات می‌داد. در تاریخ ۶ ژوئیه ۲۰۱۹، یونسکو مجموعه‌ای از نُه سو وون را به‌عنوان میراث جهانی به ثبت رساند.